# Розен, Райнхольд фон
Райнхольд фон Розен (нем. Reinhold von Rosen, фр. Reinhold de Rosen; ум. 18 декабря 1667, Детвиллер, Эльзас) — французский генерал и командир веймарских наёмников, участник Тридцатилетней войны.

## Биография
Происходил из линии Гросс-Ропп остзейского рода фон Розен. Сын Отто фон Розена, герра фон Гросс-Ропп, и Катарины фон Клебек.
В юности поступил на службу к королю Густаву II Адольфу, и стал его фаворитом. Был назначен корнетом Лейб-Компании, гвардейского полка из тысячи всадников; затем стал его командиром. Его брат Иоганн служил там майором, а младший брат Вальдемар получил драгунский полк.

## Тридцатилетняя война
Командовал полком в битве при Лютцене 16 ноября 1632. После гибели короля братья перешли под командование знаменитого солдата удачи Бернхарда Саксен-Веймарского. Райнхольд блестяще отличился при осаде Брайзаха в 1638 году, где осуществлял прикрытие со стороны имперских войск. Пять раз атаковал своей кавалерией укреплённый лагерь имперцев, получил ружейную пулю в лицо пониже глаза, а его брату раздробило ногу. В сентябре остановил и разгромил баварский конвой, шедший на помощь осаждённым, убил 200 человек и взял 60 пленных. В октябре герцог Лотарингский направил к Брайзаху большой конвой с зерном, но кавалерия Розена разгромила и его силы.
Генерал Мерси захватил Энсисхайм, отрезав путь снабжения лагеря веймарцев. 1 ноября Розен с четырьмя эскадронами и 200 пехотинцами обрушился на Мерси, обратил в бегство его кавалерию, убил 300 человек пехоты и 200 взял в плен. 19 декабря герцог Веймарский вступил в Брайзах. После этой кампании братьев Розенов стали называть: Райнхольда — gute Rosen (добрый Розен), Вальдемара — tolle Rosen (яростный), а Иоганна — krumme Rosen (хромой).

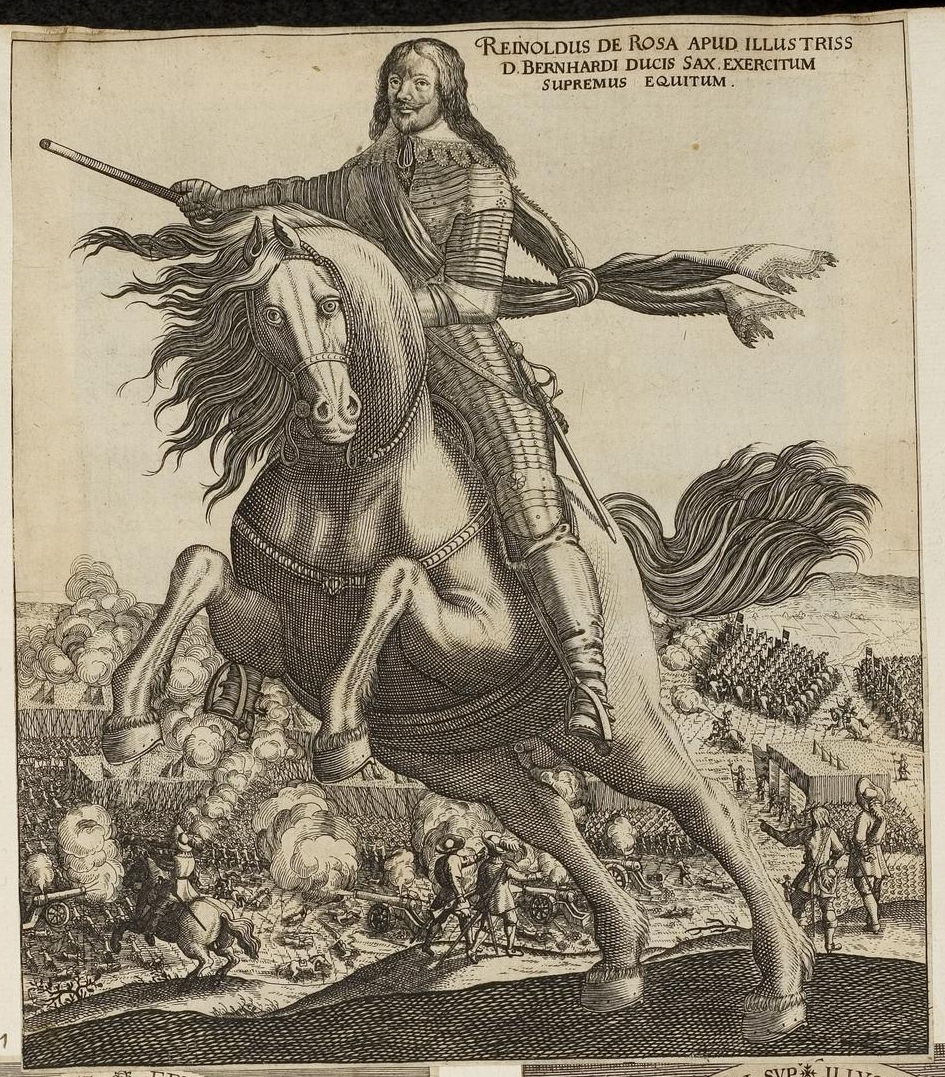
Райнхольд фон Розен, командир веймарцев

В 1639 году с отрядом из 200 веймарцев и небольшим подкреплением, посланным комендантом Энсисхайма, успешно оборонял замок Больвиллер от имперцев. Шперройтер, пытавшийся атаковать это место с шестью сотнями кроатов, потерял в бою двести человек и сам был ранен. Губернаторы Бельфора и Тана, собравшие для осады 4000 человек, попали в засаду в лесу, где Розен расположил драгунский полк. Из всего вражеского отряда спаслось едва 600 солдат.
Перед смертью герцог назначил Райнхольда одним из четырёх генеральных директоров армии, и завещал ему 10 000 экю. Розен активно содействовал переходу веймарских банд под командование Гебриана и на службу королю Франции, и в награду получил от Людовика XIII пенсион в 12 000 ливров.
В 1640—1641 годах провёл серию операций на среднем Рейне. Овладев замком Эбербург на берегу реки, он со своим полком вплавь переправился через Рейн, штурмом взял Кауб, разбил имперцев перед Фридбергом, взял приступом Хомберг, рассеял кроатов под Альтендорфом, и наголову разгромил генерала Бредана под Зигенхаймом. Вскоре в двух лье от Майнца он заставил генерала Галласа снять лагерь его кирасирского полка. В имперских войсках в ходу была поговорка «С нами Бог, а с Розеном чёрт».
17 января 1642 под командованием Гебриана участвовал в сражении при Кемпене, когда была разгромлена имперская армия генерал-фельдмаршала де Ламбуа.
24 ноября 1643 французские войска под командованием Иозиаса Ранцау были наголову разбиты баварцами фон Мерси при Тутлингене, и Розену удалось увести за Рейн лишь остатки веймарских банд.
В июне 1644 маршал Тюренн, выступивший на Фрайбург, отрядил Розена, ставшего к тому времени генерал-майором и субгенерал-лейтенантом (sous-lieutenant général) кавалерии в Германской армии, с 2000 пехоты и 300 кавалеристами в авангард. Тот нанёс мощный удар по двум баварским полкам, убив две сотни человек и пленив 400, среди которых было много офицеров, взял семь знамён и обоз.
После двух ожесточённых сражений, данных Тюренном и герцогом Энгиенским 3 и 5 августа под Фрайбургом, Мерси к 9-му числу был выбит из города. Во время преследования Розен командовал французским авангардом, и настиг баварцев у монастыря Санкт-Петер. В новом сражении войска Мерси сначала отразили его атаку, но вскоре бросились бежать, оставив часть артиллерии и обоз.

## Конфликт с Тюренном
В 1647 году веймарские отряды возмутились против Тюренна. Перед проходом Савернского дефиле, на границе Франции, они заявили, что не хотят отправляться во Фландрию, а предпочитают воевать за Рейном. Райнхольду они поручили договориться с бургомистром Страсбурга о предоставлении барок для переправы. Тюренн подозревал, что за мятежом стоит Розен, арестовал его, и отправил в Филиппсбург. Оттуда Розен 31 июля написал прошение королеве и Мазарини, но его всё же перевезли сначала в цитадель Нанси, а оттуда в Венсенский замок.
Королева Швеции и ландграф Гессенский добились освобождения узника, выпущенного через восемь месяцев, в апреле 1648. Он был признан невиновным, и до конца жизни сохранил глубокую неприязнь к Тюренну.

## Франко-испанская война
По окончании Тридцатилетней войны Розен приказом от 19 апреля 1649 стал генерал-лейтенантом, командующим корпусом войск шведской армии, принятым на службу короля Франции. На основании этого документа секретарь Пинар относит Райнхольда фон Розена к категории так называемых «командармов» (commandants-d'armée) — военачальников, стоящих (по его мнению) рангом выше маршалов Франции.
25 июля 1649 назначен главнокомандующим в Эльзасе. 25 мая 1650 стал генерал-лейтенантом Фландрской армии маршала дю Плесси. В Ретельском сражении 15 декабря командовал резервным корпусом, и обратил в бегство правое крыло противника, решив исход дня. Захватив в бою обоз Тюренна, сражавшегося вместе с Конде против войск короля, он на следующий день отослал повозки владельцу. В сражении погиб его брат Иоганн фон Розен.
В 1651 году купил владение Херренштейн, близ Саверна, разрушенное войной. Привлёк туда поселенцев, ссудив им деньги на обустройство, предоставив землю для обработки, и оказывая прочее содействие. Возвёл замок Детвиллер, господствовавший над деревней, и ставший его постоянной резиденцией.
15 апреля 1652 снова получил главное командование в Эльзасе. Сохранял эту должность до своей смерти. С началом Деволюционной войны 20 ноября 1667 получил комиссион на формирование Германского кавполка, но вскоре умер от раны, полученной под Брайзахом, и спустя тридцать лет снова открывшейся из-за неумелых действий хирурга.

## Семья
1-я жена: NN
Дочь:

Герб дома фон Розен

- Катарина Элизабета фон Розен. Муж 1) (2.02.1648): Георг фон Ратшин (ум. 1651); 2) (10.1652): барон Якоб Юкскюль фон Мейендорф (ум. 1692), генерал-лейтенант шведской службы

2-я жена (18.10.1637, Страсбург): Маргарета фон Эппе (1617—8.03.1665, Детвиллер), дочь Кристофа фон Эппе и Маргареты фон Амелунген
Дети:
- Мария София де Розен (08.1638, Базель — 8.10.1686, Больвиллер). Наследница французских владений. Муж (3.02.1660): Конрад де Розен (1628—1715), граф де Больвиллер, маршал Франции
- Иоганна Рената фон Розен (ум. 1671). Муж: Георг Кристоф фон Розен

## Комментарии
1. ↑  Согласно Франсуа Пинару (Pinard, p. 518) и Зитцманну (Sitzmann, p. 607). Также встречаются датировки 8 и 28 декабря, вероятно, связанные с затруднениями при переводе дат со старого на новый стиль
2. ↑  Французские биографы Розена скромно умалчивают об этом